# Odpierzanie

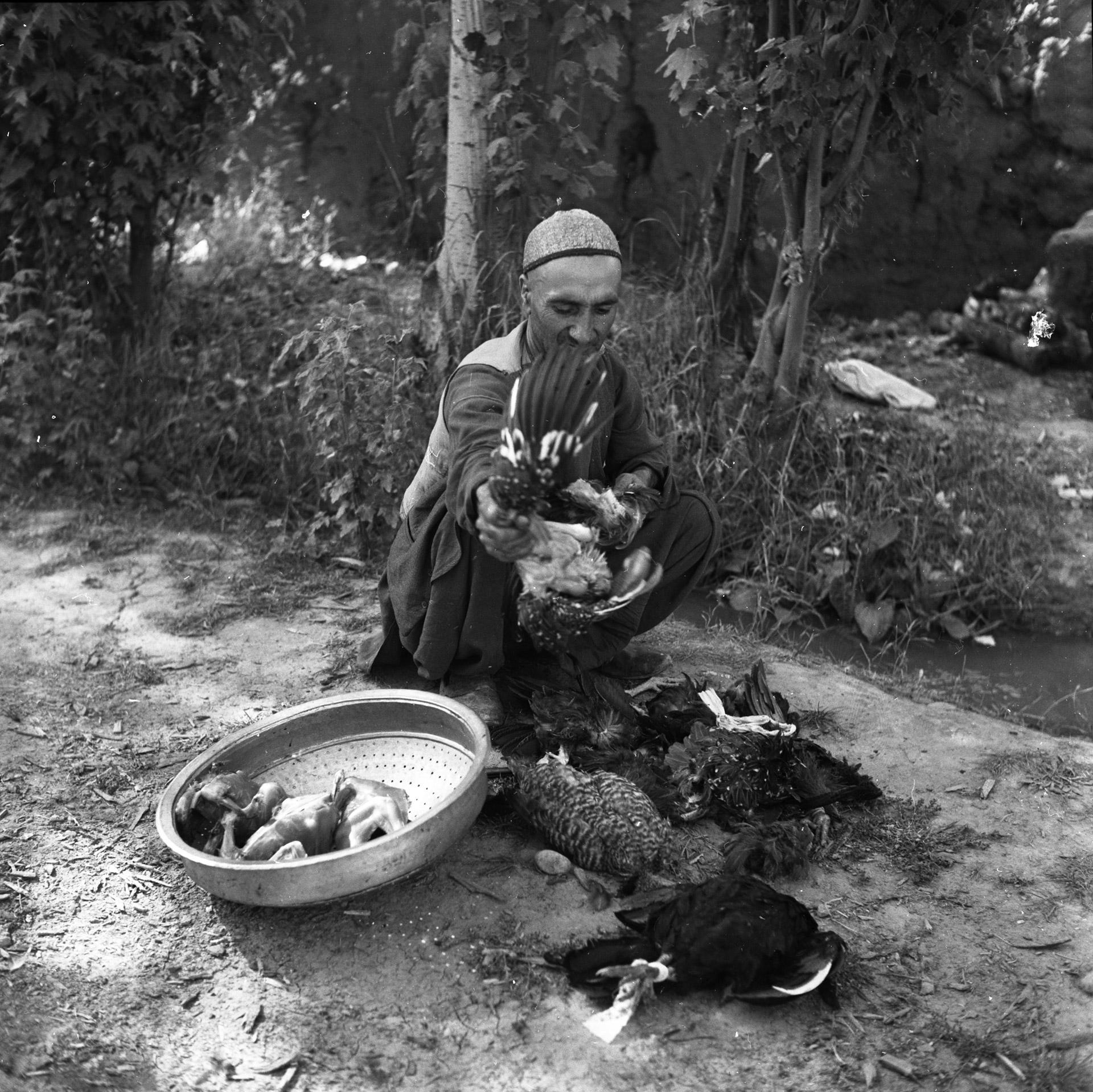
Odpierzanie

Odpierzanie (skubanie) – usuwanie piór z tuszy drobiowej przed dalszą obróbka kulinarną. Są stosowane dwa sposoby odpierzania:
- na mokro
- na sucho

## Odpierzanie na mokro
Sposób ten polega na sparzaniu tuszki przez zanurzenie w wodzie o temp. 70–75 °C na 2–3 minuty. Po sparzeniu pióra można usuwać stosunkowo łatwo. Sposób ten jest szybszy i łatwiejszy, ale podczas parzenia
- niszczone jest pierze
- ogrzane mięso jest mniej trwałe
- obniżona zostaje wartość smakowa mięsa – ma ono zapach pierza

## Odpierzanie na sucho – skubanie
Do skubania ptak po uboju powinien zostać schłodzony, szczególnie dotyczy to gęsi i kaczek (studzenie ok. 5 godzin). Skubanie niewystudzonych tuszek powoduje wypływanie podskórnego tłuszczu, co obniża wartość kulinarną mięsa. Do skubania, szczególnie do usuwania stosin nowo wyrastających piór, używa się noża.